# Nasief Morris
Mogammat Nasief Morris (Cidade do Cabo, 16 de Abril de 1981) é um futebolista sul-africano que atualmente está emprestado pelo Panathinaikos ao Racing Santander, da Espanha.

## Carreira
Ele representou o elenco da Seleção Sul-Africana de Futebol no Campeonato Africano das Nações de 2008.
Recentemente ficou conhecido por enviar uma mensagem SMS para Carlos Alberto Parreira, pedindo para ser convocado para Copa 2010. Pois não jogava pela sua seleção desde que desentendeu com Joel Santana.
Em 2010, foi vendido pelo Panathinaikos, para o Apollon Limassol.